# Plinian Society

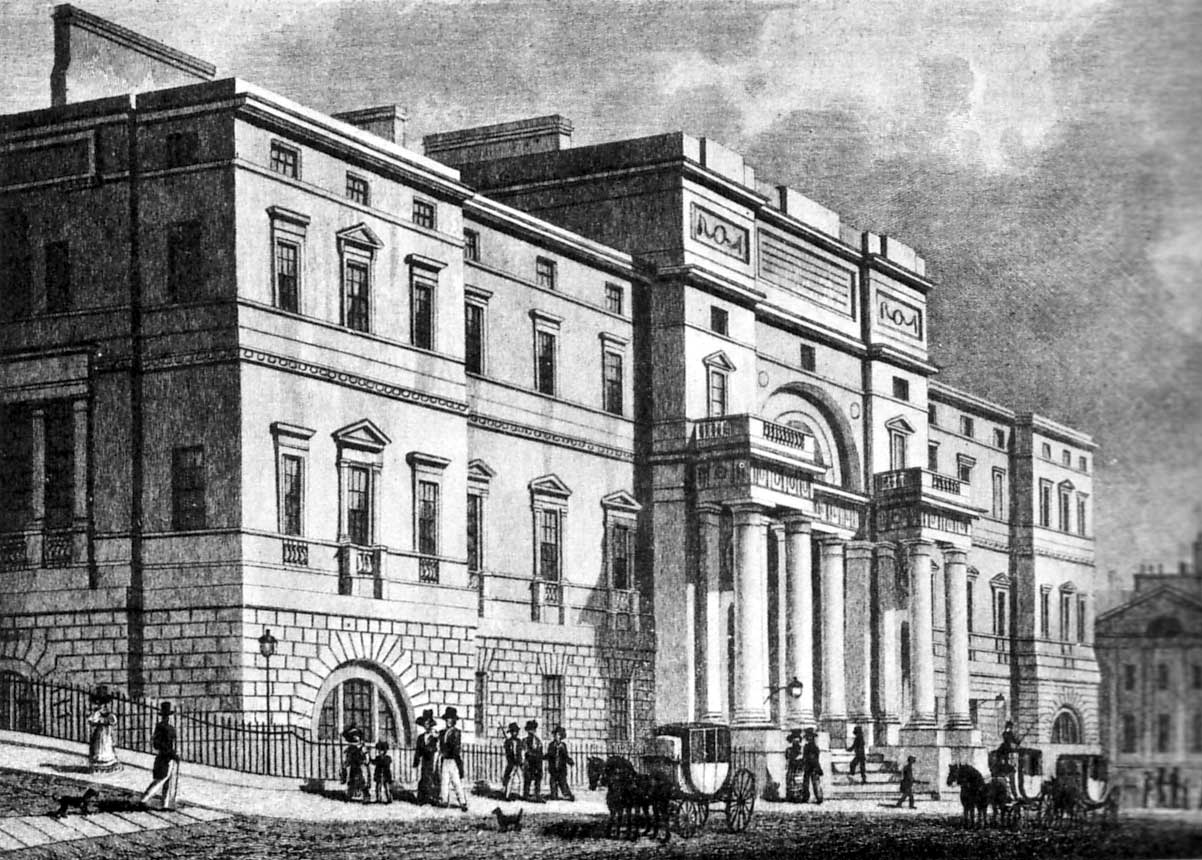
Universidade de Edimburgo por volta de 1827.

A Plinian Society ou em português Sociedade Pliniana era um clube da Universidade de Edimburgo para estudantes interessados em história natural. Foi fundado em 1823. Vários de seus membros passaram a ter carreiras proeminentes, principalmente Charles Darwin, que anunciou suas primeiras descobertas científicas na sociedade.

## Fundação, atividades e associação
A sociedade foi iniciada e promovida por três irmãos de Berwickshire. John Baird, o irmão mais velho, foi o primeiro presidente da sociedade e na reunião inaugural em 14 de janeiro de 1823 ele fez uma declaração do plano proposto e objetivos da sociedade. Ele elaborou um elaborado código de leis para a sociedade, em dezoito capítulos. Os membros originais incluíam James Hardie e J. Grant Malcomson, que mais tarde se tornaram geólogos na Índia, e John Coldstream. O Professor Regius de História Natural, Robert Jameson, já havia estabelecido a Sociedade Werneriana de História Natural para graduados e professores. Ele recebeu o título de Membro Honorário Sênior pelos alunos, mas nunca frequentou a sociedade e não foi seu fundador.
Pela descrição de Darwin, a sociedade "compunha-se de estudantes e se reunia em uma sala subterrânea da universidade para ler artigos sobre ciências naturais e discuti-los". As atividades também incluíram excursões ao campo ao redor de Edimburgo.
As reuniões incluíam uma grande quantidade de procedimentos, com votações de moções e resoluções, e uma reavaliação anual das regras elaboradas. Naquela época, cada reunião contou com cerca de 25 membros, incluindo os cinco presidentes conjuntos, secretário, tesoureiro, "curador do museu" e cinco membros do conselho. Cerca de 150 membros passados e presentes estavam nos livros. A maioria eram graduandos de medicina, sendo três ou quatro graduados sendo referidos como "Dr" nas atas. Vários eram estudantes de direito ou de humanidades, e um bom número de estudantes da Inglaterra refletia o número de não- conformistas que foram impedidos de frequentar as universidades na Inglaterra que exigiam o anglicanismo, e em vez disso foi para a universidade na Escócia. Os professores não compareceram e, em dezembro de 1826, uma visita de Andrew Duncan secundus, que pretendia doar sua última publicação como livro de referência, foi recebida com indignação e um sarcástico jornal estudantil noticiou que "Esta é a primeira vez, diz nosso correspondente, que lembramos de vi um de nossos professores na Sociedade Pliniana".
A sociedade entrou em colapso em 1841.